# Proopiomelanocortina
La proopiomelanocortina (POMC) es el nombre de un polipéptido precursor de otras proteínas, fundamentalmente hormonas. Es sintetizada principalmente en las células corticotropas de la adenohipófisis, donde se utilizan cuatro sitios de corte principales, que generan: la ACTH y la beta lipotropina, en otros tejidos se generan varias melanotropinas, lipotropinas y las endorfinas.

## Estructura
El gen POMC codifica un precursor polipeptídico, llamado pre-pro-opiomelanocortina (pre-POMC) de 285aa. Su subproducto principal es la Pro-opiomelanocortina (POMC) un precursor con 241aa, que sufre extenso procesamiento post-traducción, de forma específica de tejido, a través de la escisión por enzimas similar a la subtilisina conocidas como convertasas prohormonas. Hay ocho sitios potenciales de escisión en el polipéptido precursor y, dependiendo del tipo de tejido y las convertasas disponibles, el procesamiento puede producir hasta diez péptidos biológicamente activos que participan en diversas funciones celulares. 
La proteína codificada es sintetizada principalmente en las células corticotropas de la adenohipófisis, donde se utilizan cuatro sitios de corte. Los principales productos de los cortes son la adrenocorticotropina, esencial para la esteroidogénesis y el mantenimiento del peso adrenal normal, y la beta lipotropina.
En otros tejidos, incluyendo el hipotálamo, la placenta y el epitelio, se pueden aprovechar todos los sitios de corte de la POMC, dando lugar a péptidos con funciones en la homeostasis del dolor y la energía celular, la estimulación de los melanocitos, la actividad antimicrobiana por la modulación del sistema inmune y la regulación del apetito. Estos incluyen varias melanotropinas, lipotropinas, y las endorfinas que se incluyen dentro de los péptidos de la adrenocorticotropina y la beta-lipotropina.
Las mutaciones en este gen se han asociado a la obesidad de inicio temprano, insuficiencia suprarrenal, y la pigmentación rojiza del cabello. Por otra parte, se han descrito variantes transcripcionales de codificación de la misma proteína.

## Deficiencia de POMC
La POMC es una molécula precursora de varios péptidos activos del eje hipotalámico-pituitario-adrenal, incluyendo las hormonas estimulante del melanocito (α-MSH), adrenocorticotrópica(ACTH), y β-endorfina. Los niños con deficiencia de esta hormona tienen piel pálida y cabello rojizo por la falta de actividad de la α-MSH en los receptores de MC1. Los casos reportados han mostrado crisis adrenal durante la vida neonatal. La deficiencia de POMC se asocia a hiperfagia y obesidad a edad temprana por falta de la señalización en el receptor MC4R. Además de los casos de homocigotos a mutaciones de la POMC, es posible que heterocigotos a mutaciones en este gen también contribuyan a formas hereditarias de obesidad, ya que existe elevada frecuencia de obesidad en los familiares de los niños con deficiencia total de POMC. Esta observación sugiere que alteraciones sutiles de este sistema pueden ser suficientes para causar obesidad

## Producción
La POMC es sintetizada por:
- Células corticotropas de la adenohipófisis
- Células melanotropas del lóbulo intermedio o Hipófisis media.
- Cerca de 3000 neuronas en el núcleo arcuato del hipotálamo.[7]
- Las poblaciones más pequeñas de las neuronas en el hipotálamo dorsomedial y el tronco cerebral.
- Los melanocitos en la piel.[8][9]

## Derivados
La POMC es una gran molécula que es fuente de otras sustancias biológicamente importantes. La POMC puede ser escindida enzimáticamente en los péptidos siguientes:
- hormona adrenocorticotrópica (ACTH) y β-LPH en la glándula pituitaria
- CLIP, γ-LPH, α-MSH y β-endorfinas en el lóbulo intermedio
  - γ-MSH
  - β-MSH

A pesar de que los 5 aminoácidos de la porción N-terminal de las beta-endorfinas son idénticos a la secuencia de la Met-encefalina, no se piensa generalmente que las beta-endorfinas se convierten en Met-encefalina. En cambio, la Met-encefalina se produce a partir de su propio precursor, la proencefalina.
La producción de β-MSH ocurre en los seres humanos pero no en ratones o ratas, debido a la ausencia del sitio de procesamiento enzimático en el roedor para la POMC.

## Función
Cada uno de estos péptidos se empaca en vesículas grandes de núcleo denso que se liberan de las células por exocitosis en respuesta a la estimulación adecuada:
- β-MSH producida por las neuronas en el núcleo arcuato tiene un papel importante en la regulación del apetito y la conducta sexual, mientras que α-MSH secretada por el lóbo intermedio de la hipófisis regula la producción de melanina.
- ACTH es una hormona peptídica que regula la secreción de glucocorticoides por la corteza suprarrenal.
- β-endorfinas y encefalinas son péptidos opioides endógenos con acciones generalizadas en el cerebro

Además se ha observado que POMC puede tener un papel importante en la regulación del balance del peso corporal por cambios estacionales en el fotoperiodo, siendo regulada por estos. En el caso de algunos animales como el hámster siberiano se ha observado que POMC disminuye su expresión durante el invierno y esto se asocia a infertilidad estacional, anorexia y una disminución dramática de la grasa corporal.